# Суринам на Олімпійських іграх
Суринам дебютував на Олімпійських іграх 1960 року в Римі і з того часу пропустив лише дві літні Олімпіади — 1968 та 1980. За цей час суринамські спортсмени завоювали лише дві олімпійські медалі — обидві для країни виборов плавець Ентоні Несті.
Суринам ніколи не брав участі в зимових Олімпійських іграх.
Національний олімпійський комітет Суринаму було засновано 1959 року, в тому ж році його визнав МОК.

## Список медалістів
| Медаль | Ім'я         | Ігри           | Вид спорту | Дисципліна                 |
| ------ | ------------ | -------------- | ---------- | -------------------------- |
| Золото | Ентоні Несті | 1988 Сеул      | Плавання   | 100 м, батерфляй, чоловіки |
| Бронза | Ентоні Несті | 1992 Барселона | Плавання   | 100 м, батерфляй, чоловіки |